# バットマン (1966年の映画)
『バットマン』（原題：Batman、別題：『バットマン：ザ・ムービー』原題：Batman: The Movie）は、1966年公開のアメリカのスーパーヒーロー映画であり、テレビドラマ『バットマン』を原作としている。本作はDCコミックスのキャラクターであるバットマン初の長編劇場映画である。
20世紀フォックスから公開された本作は、テレビシリーズの第1シーズンの最終回から2か月後に劇場にて上映された。
本作には、バットマン役のアダム・ウェストとロビン役のバート・ウォードをはじめとする、テレビドラマ版のキャストの大半が出演しているが、キャットウーマン役は、シリーズ第1シーズンの2エピソードで演じていたジュリー・ニューマーではなく、リー・メリーウェザーに変更された。

## あらすじ
バットマンとロビンはヨットに乗船中のシュミッドラップ提督が危険にさらされているという情報を得、バットコプターを使って救出任務を開始する。バットマンがバットラダーでヨットに降り立とうとすると、突然ヨットが眼の前から消えてしまい、バットマンは海に沈んでしまう。サメに足を食らいつかれつつも、バットマンは海上へと上がってくる。バットマンがバット・シャーク・リペラントでサメを追い払った後、サメは爆発する。バットマンとロビンはゴードン警視総監のオフィスに戻り、この情報がゴッサム・シティの最強の悪党4人組（ジョーカー、ペンギン、リドラー、キャットウーマン）である”ユナイテッド・アンダーワールド”によって仕組まれたものだと推測する。
4人は、シュミットラップ提督が発明した人間を粉末状にするディハイドレイターを装備して、ペンギンを模した旧型潜水艦で逃亡する。次いで、彼らは海賊をテーマにした3人の子分（青ひげ、モーガン、クエッチ）を勧誘する。バットマンとロビンは、ヨットの正体がホログラムの投影であったことを知り、バットボートでプロジェクターが隠されたブイに戻るが、そこで磁石によってブイに閉じ込められ、魚雷に狙われてしまう。彼らは無線起爆装置を使って2発のミサイルを破壊するが、最後の1発を迎撃するためにイルカが犠牲となる。ソ連のジャーナリスト "キタイナ・イレイナ・タターニャ・ケレンスカ・アリゾフ（Kitayna Ireyna Tatanya Kerenska Alisoff）"（頭文字をとってキトカ"Kitka"）に変装したキャットウーマンは、バットマンをおびき寄せ、ペンギンの別の動物爆弾で仕留めるという計画の一環として、悪党グループがブルース・ウェインを誘拐するのを手伝い、一緒に誘拐されたふりをする（ブルース・ウェインがバットマンの正体であることを知らない）。捕らえられたブルース・ウェインが戦って脱出した後、彼は再びバットマンに姿を変え、ロビンと合流してユナイテッド・アンダーワールドの本部に戻る。二人は煙を上げた爆弾を見つけ、妨害を受けながらも、爆弾の処理に奔走する。一方、ペンギンは提督に変装し、粉末状にした5人の子分を連れてバットケイブに侵入しようと画策する。しかし、ペンギンは子分たちをもとに戻そうとして、バットケイブの原子炉の充電に使われた有毒な重水を誤って振りかけてしまう。その結果、子分は非常に不安定な状態になって反物質の中に消えてしまい、侵入は未遂に終わる。
結局、バットマンとロビンの奮闘むなしく、国連安全保障理事会メンバーは粉末状にされる形で誘拐された。安全保障理事会メンバー（2人がまだ捕まっていると思っているミス・キトカも）を救出するために2人はバットボートでペンギンの潜水艦を追いかけ、ロビンが潜水艦をソニック・チャージ・ウェポンで航行不能にして水面に浮上させる。乱闘の末、バットマンとロビンは優勢になったものの、キトカの正体がキャットウーマンであることを知って心を痛める。一方、シュミッドラップ提督は、粉末となった理事会メンバーが入った小瓶を誤って壊し、その上でくしゃみをして、粉末を散乱させてしまう。
バットマンは精巧な超分子ダストセパレーターを作って、混ざった粉末を分離する作業に取りかかる。ロビンは、人間同士が傷つけ合わないように、揉めてばかりいる理事会メンバーを粉末のサンプルに変化させることが、世界のためになるのではないかと問いかける。それに対してバットマンは、ペンギンの子分たちの運命と彼らの汚染された水分補給のことをロビンに思い出させながら、そうすることはできないと言い、人々が自分たちだけで平和的に共存できるようになることを願うしかないと語った。
世界が注目する中、安全保障理事会のメンバーは水をかけられ、元に戻る。彼らは、周囲の状況に全く気付かずにいがみ合いを続けているが、彼らはそれぞれ、自国以外の国の言葉を話し、その国の典型的なマナーを身につけていた。バットマンはロビンに、この「奇妙な心の混合」が害よりも良い方向に進むことを、静かに心から願うと伝えた。そして二人は、窓からバットロープに掴まって国連本部を静かに後にする。

## キャスト

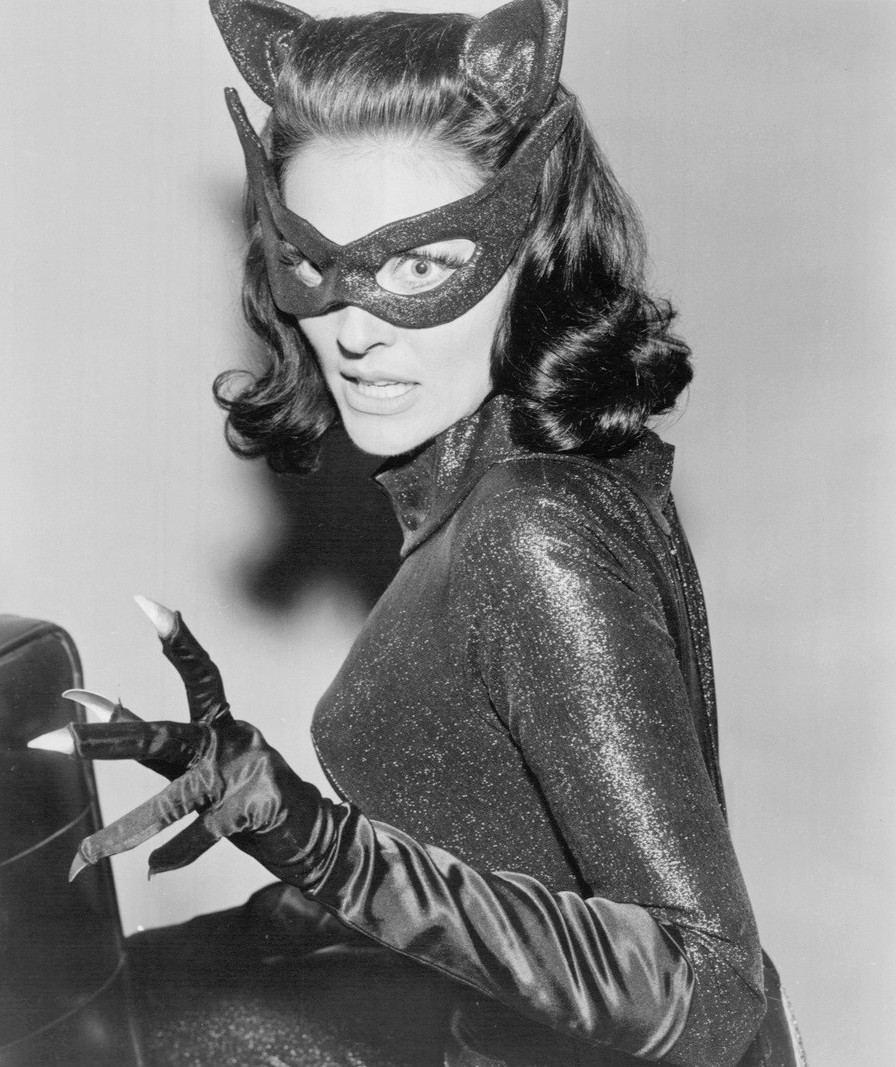
リー・メリーウェザーは、テレビシリーズの最初の2シーズンでキャットウーマンを演じたジュリー・ニューマーの代わりとして、この映画（写真）でキャットウーマンを演じた。

- ブルースウェイン/バットマン - アダム・ウェスト
- ディック・グレイソン/ロビン - バート・ウォード
- キャットウーマン - リー・メリーウェザー
- ジョーカー - シーザー・ロメロ
- ペンギン - バージェス・メレディス
- リドラー - フランク・ゴーシン
- アルフレッド - アラン・ネイピア
- ゴードン警視総監 - ニール・ハミルトン
- スタッフォード・レップ - チーフ・オハラ
- ハリエットおばさん - マッジ・ブレイク
- シュミッドラップ提督 - レジナルド・デニー
- フラングシュレースター提督 - ミルトン・フローム
- 青ひげ - ギル・パーキンス
- モーガン - ディック・クロケット
- クエッチ- George Sawaya
- リンドン・B・ジョンソン大統領[5] - ヴァン・ウィリアムズ（ノンクレジット・ボイス）

この映画には、バットマン、ロビン、アルフレッド、ゴードン、オハラ、ハリエットおばさん、ジョーカー、ペンギン、リドラーなど、テレビシリーズのオリジナルキャストのほとんどが再出演している。ジュリー・ニューマーは、この時点でテレビシリーズのシーズン1の2つのエピソードでキャットウーマンを演じていたが、当時は他の仕事があったため、映画ではリー・メリーウェザーに交代した。2004年7月20日に放送された番組バイオグラフィースペシャル『Catwoman: Her Many Lives』によると、ニューマーは背中の怪我のために再演できなかったという。しかし、その後のシーズン2の11エピソードではニューマーが再びキャットウーマンを演じ、シーズン3の3エピソードではアーサー・キットがキャットウーマンを演じた。
ジャック・ラレーンは、ビキニ姿の女性と一緒に屋上にいる人物としてカメオ出演している。

### 日本語吹き替え
※空白のところは担当声優が不明
| 役名                          | 日本語吹き替え版                                                                                     | 日本語吹き替え版 | 日本語吹き替え版          |
| 役名                          | ソフト版                                                                                             | 旧TBS版          | 新TBS版                   |
| ----------------------------- | --- | ---------------- | ------------------------- |
| バットマン/ブルース・ウェイン | 広川太一郎                                                                                           | 広川太一郎       | 小川真司                  |
| ロビン/ディック・グレイソン   | 井上和彦                                                                                             | 森功至           | 島田敏                    |
| アルフレッド                  | 北村弘一                                                                                             | 不明             | 円谷文彦                  |
| ジョーカー                    | 北村弘一                                                                                             | 肝付兼太         | 池田勝                    |
| リドラー                      | 曽我部和恭                                                                                           |                  | 千田光男                  |
| ペンギン                      | 藤本譲                                                                                               | 川久保潔         | 滝口順平                  |
| キャットウーマン              | 吉田理保子                                                                                           |                  | 佐々木優子                |
| フラングシュレースター提督    | 野本礼三                                                                                             |                  |                           |
| ハリエットおばさん            | |                  |                           |
| ゴードン署長                  | 小関一                                                                                               |                  | 小島敏彦                  |
| オハラ部長                    | 石森達幸                                                                                             |                  | 村松康雄                  |
| モーガン                      | 稲葉実                                                                                               |                  | 田中正彦                  |
| クエッチ                      | 山下啓介                                                                                             |                  | 成田剣                    |
| 管制官                        | |                  | 近藤芳正                  |
| ボニー                        | |                  | 花咲きよみ                |
| 受付                          | |                  | 中澤やよい                |
| メリック記者                  | 田原アルノ                                                                                           |                  | 円谷文彦                  |
| 記者                          | |                  | 中澤やよい                |
| 声                            | |                  | 花咲きよみ                |
| 手下A                         | |                  | 小島敏彦                  |
| 手下B                         | |                  | 村松康雄                  |
| 女A                           | |                  | 花咲きよみ                |
| 女B                           | |                  | 中澤やよい                |
| 男                            | |                  | 辻つとむ                  |
| アベックの女                  | |                  | 花咲きよみ                |
| アベックの男                  | |                  | 近藤芳正                  |
| 守衛                          | |                  | 小島敏彦                  |
| イスラエル代表                | |                  | 辻つとむ                  |
| スペイン代表                  | |                  | 秋元羊介                  |
| フランス代表                  | |                  | 成田剣                    |
| ナイジェリア代表              | |                  | 西尾徳                    |
| イギリス代表                  | |                  | 円谷文彦                  |
| アメリカ代表                  | |                  | 田中正彦                  |
| 日本代表                      | |                  | 近藤芳正                  |
| シュミドラップ                | |                  | 村松康雄                  |
| ナレーション                  | 曽我部和恭                                                                                           |                  | 秋元羊介                  |
| その他                        | 丸山詠二 伊井篤史 藤城裕士 安居万里 松本光代 吉川虎範 結城比呂 木村悟 飛田和俊明 中村承知 五十嵐勝子 |                  |                           |
| 日本語版制作スタッフ          | |                  |                           |
| 翻訳                          | 安西敏                                                                                               |                  | 和島陽子                  |
| 演出                          | 高桑慎一郎                                                                                           |                  | 松川陸                    |
| プロデューサー                | |                  | 井上博                    |
| 調整                          | |                  | 遠西勝三                  |
| 効果                          | |                  | PAG                       |
| 録音                          | |                  | ニュージャパン・スタジオ  |
| 編集                          | |                  | ミューテック・スタジオ    |
| 制作担当                      | |                  | ムービーテレビジョン      |
| 配給                          | |                  | ムービーテレビジョン      |
| 制作                          | 千代田プロダクション                                                                                 | ?、TBS           | ムービーテレビジョン、TBS |

### テレビ放送履歴
| 吹き替え種類 | 放送局 | 番組枠           | 放送日付      | 放送時間                 | 備考  |
| ------------ | ------ | ---------------- | ------------- | ------------------------ | ----- |
| 旧TBS版      | TBS    | 3時の指定席      | 1972年8月20日 | 日曜 15時00分 - 16時30分 | [ 9 ] |
| 新TBS版      | TBS    | 水曜ロードショー | 1992年7月15日 | 水曜21時00分 - 22時54分  |       |

## 製作
ウィリアム・ドジャーは、自分が企画した『バットマン』のテレビシリーズへの関心を高めるために、テレビシリーズの第1シーズンの撮影期間中に、劇場用映画を作りたいと考えていた。製作スタジオの20世紀フォックスは、映画の場合は全費用を負担しなければならないが、テレビシリーズの場合は費用を分担するだけで済む（リスクが少ない）という理由で断った。
1965年には、コロンビアピクチャーズが製作した1943年の連続活劇『バットマン』がニューヨークで上映されたことで、このキャラクターへの関心が高まり、テレビシリーズが驚異的な成功を収めたことから、スタジオ側はこれを認めた。このプロジェクトは、1966年3月26日発行のバラエティ誌で発表された。
この映画には、番組の多くのキャラクターが登場する。脚本はシリーズの脚本家であるロレンツォ・センプル・ジュニアが担当し、監督はテレビシリーズのシーズン1で2本のエピソード「まじめペンギン」と「雨ふり結婚式」を手掛けたレスリー・H・マーティンソンが務めた。センプル・ジュニアは10日間で脚本を完成させた。主要撮影は1966年4月28日に開始され、28日以内で終了し、さらに3日かけてセカンドユニット撮影が行われた。

### 作風とテーマ
（現代の多くの番組と同様に）人気コミックのキャラクターのパロディと説明されることが多いにもかかわらず、そのコメディはそれほど窮屈なものではないと考えるコメンテーターもいる。彼らは、この映画の「Caped Crusader（マントを羽織った聖戦士）」＝バットマンの描写が「現代のコミックの雰囲気を完璧に捉えている」と感じていた。この映画が作られたのは、「黄金時代のコミックのバットマンがすでに本質的に中性化していた」時代だったと、彼らは指摘している。
ある要素は、バットマンの歴史の直接的なパロディになっている。この映画は、テレビシリーズと同様に、1940年代の比較的無名なバットマンの連続ドラマから強い影響を受けていて、ほとんど運任せの脱出劇が繰り広げられている。装備に"Bat-"という接頭語をつける傾向や、戦闘シーンで様式化されたタイトルカードを劇的に使用することで、このキャラクターが様々なメディアで蓄積してきた慣習の一部を認めている。しかし、バットマンのわざとらしいが面白い場面の大半は、1960年代半ばの現代文化全般に対するより広いパロディとして読むことができる。
さらに、本作はバットマンが冷戦時代の問題に初めて本格的に取り組んだ作品であり、ポラリスミサイルや払い下げられた戦時余剰潜水艦に注目し、国防総省を揶揄した。栄光を求める大統領のキャラクターを登場させたり、安全保障理事会のメンバーを不利に描いたりすることで、本作では国内外の政治を揶揄する初めての試みが行われた。

### 車両

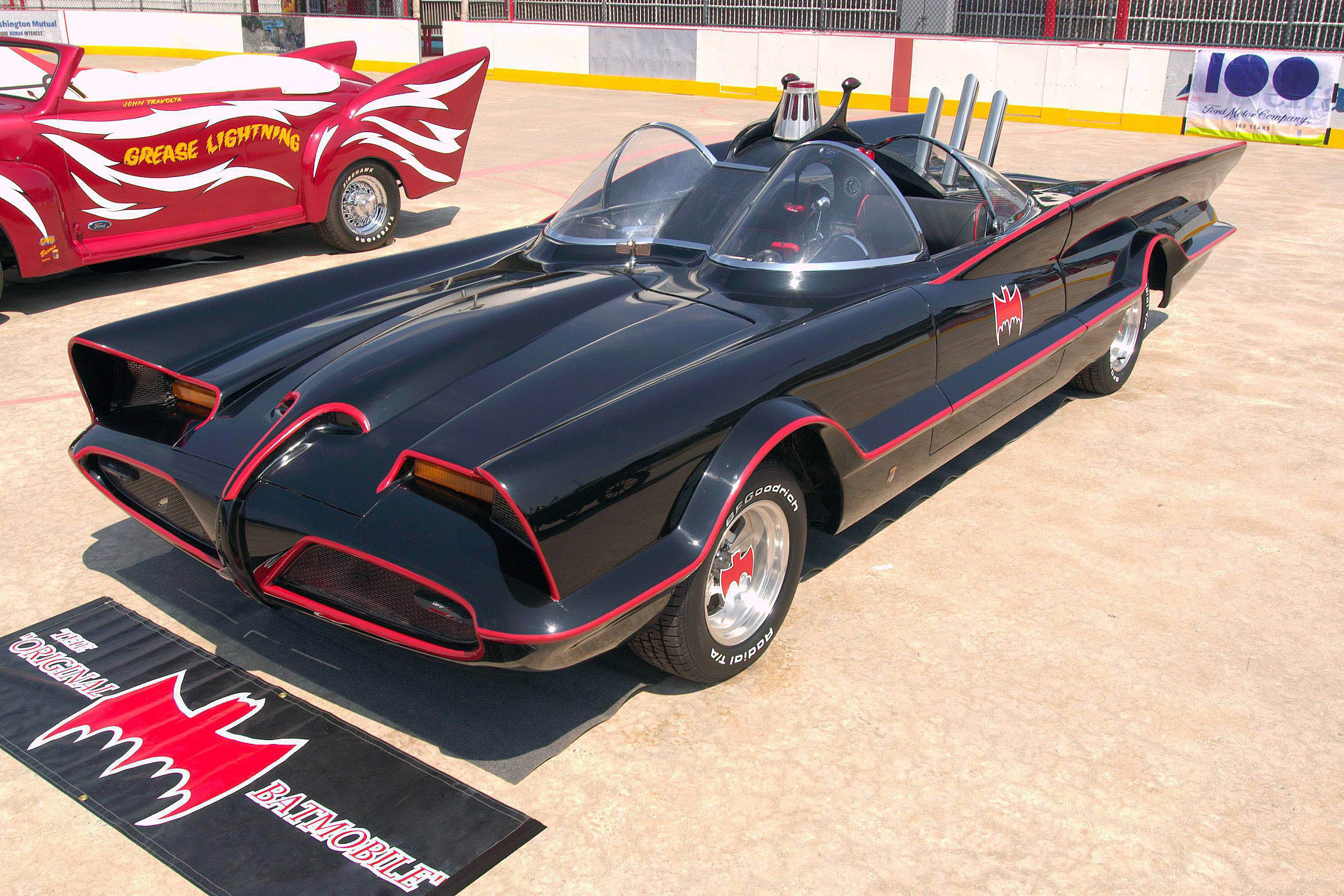
1960年代のTVシリーズ「バットマン」に登場するバットモービル

バットモービルの他にも、ダイナミック・デュオが使用する車両は以下の通り。
- サイドカー付きバットサイクル
- バットボート（グラストロン社提供）
- バットコプター

本作に登場した3台の新型バットビークルのうち、テレビシリーズでは予算の関係で他のバットビークルを十分に使用できなかったため、バットサイクルのみの登場となった。映画に登場したバットコプターとバットボートはエピソードの中で少しだけ登場したが（映画の後の最初の2部作「バットボート登場」の結末でバットボートが使用されたのを含む）、主に映画のストックフッテージのシーンをシリーズに挿入する形で使用された。

## 音楽
本作の音楽はネルソン・リドルが作曲し、2010年にはオリジナル・スコアが、ラ・ラ・ランド・レコーズとフォックス・ミュージックから発売された。このアルバムには、映画の中で演奏された全曲が時系列で収録されているほか、未発表のキューも含まれている。この限定版には、ブライアン・ベイターホワイトによるライナーノーツを掲載した豪華なカラーブックレットが付属している。この限定版は2000個の限定生産であった。
2016年には新たに復刻された。この発売におけるプログラムとマスターは2010年にリリースされたものと同じだが、この復刻版では、ジョン・タキスによる全く新しい専用ライナーノーツとジム・タイタスによるアートデザインが採用されている。この新しいリミテッド・エディションは2500個の限定版である。

## 公開

### 劇場公開
1966年7月30日、テキサス州オースティンのパラマウントシアターで公開された『バットマン』は、テレビシリーズの第1シーズンと第2シーズンの間に公開され、興行的にはそこそこの成功を収めた。この映画に登場するバットボートは、オースティンを拠点とするグラストロン社が製作したもので、地元で映画がプレミア上映されることが報酬となっっていた。このプレミア上映に合わせて、オースティンのCBS系列局KTBCのジーン・ブーンが、リー・メリーウェザー、シーザー・ロメロ、アダム・ウェストら出演者にインタビューを行った。

### テレビ
過去にテレビシリーズを放送していたABCは、1971年7月4日放送の「The ABC Sunday Night Movie」でこの映画を初めて放送し、同年9月4日にはABCですぐに再放送された。

### 家庭用メディア
この映画は、1985年にPlayhouse Videoから、1989年にCBS/Fox Videoから、1994年にFox Videoから、それぞれVHSとベータマックスで発売され、ホームビデオとしてデビューした。
2001年にはDVDが発売され、2008年7月1日には20世紀フォックスホームエンターテインメントからDVDとBlu-rayで再発売された。

## 評価

### 興行成績
フォックスの記録によると、本作が損益分岐点に達するにはレンタルで320万ドルを稼ぐ必要があったが、結果的に390万ドル（2020年の3,110万ドル相当）を稼いだ。

### 批評
本作は、長年にわたり概ね好意的な評価を受けてきた。レビュー集計サイト「Rotten Tomatoes」によると、33件のレビューのうち79％の批評家が本作に肯定的な評価を与えており、平均評価は6.4/10となっている。同サイトの批評家のコンセンサスには「『バットマン』は、キャンプを芸術の域にまで高め、その過程において、見事なまでに皮肉たっぷりに楽しんでいる」と記されている。Metacriticでは、4人の批評家による加重平均スコアが100点満点中71点となっていて、「おおむね良好な評価」となっている。また、Filmcritic.comのBill Gibronは、本作に5つ星のうち3つ星の評価を与えている。「これらのキャラクターに命を吹き込もうとする他の試みとは異なり...TVキャストは役柄の本質的な狂気を実によく表現している」。雑誌「バラエティ」はレビューの中で、「3人の犯罪者を演じるシーザー・ロメロ、バージェス・メレディス、フランク・ゴーシンの強烈で無邪気な熱意と、バットマンとロビンを演じるアダム・ウェストとバート・ウォードのそれぞれの無邪気な冷静さとのバランスが取れている」と述べている。

## 続編

### Batman: Return of the Caped Crusaders
ウェストとウォードは、マッド・モンスター・パーティで、2016年にバットマンのアニメ映画が1～2本公開され、ジュリー・ニューマーの復帰とともに、番組の50周年に向けて2人がそれぞれのキャラクターの声優を務めることを発表した 。
2016年8月17日、『Batman: Return of Caped Crusaders』の予告編がお披露目された。本作は、2016年10月11日にデジタルHDとデジタルメディアで、2016年11月1日にDVDとブルーレイで発売された。

### Batman vs. Two-Face
『Batman: Return of the Caped Crusaders』の続編『Batman vs. Two-Face』は2017年10月10日にリリースされた。この映画では、ウィリアム・シャトナーが主な敵役としてトゥーフェイスの声を担当した 。アダム・ウェストは公開前に亡くなったが、声優としての仕事を完成させた。これは、白血病で亡くなる前の彼の最後の演技のひとつであった。

## 参照
- 1966年のアメリカ映画のリスト（英語版）